# Anthenay
Anthenay ist eine französische Gemeinde mit 101 Einwohnern (Stand: 1. Januar 2022) im Département Marne in der Region Grand Est (vor 2016 Champagne-Ardenne). Sie gehört zum Arrondissement Reims und zum Kanton Dormans-Paysages de Champagne.

## Geographie
Anthenay liegt etwa 27 Kilometer westsüdwestlich von Reims.
Nachbargemeinden von Anthenay sind Villers-Agron-Aiguizy im Norden, Olizy im Osten und Nordosten, Cuisles und Châtillon-sur-Marne im Südosten, Vandières im Süden sowie Passy-Grigny im Westen und Südwesten.

## Bevölkerungsentwicklung
| Jahr                       | 1962 | 1968 | 1975 | 1982 | 1990 | 1999 | 2006 | 2018 |
| Einwohner                  | 77   | 60   | 44   | 45   | 52   | 52   | 56   | 71   |
| Quellen: Cassini und INSEE |      |      |      |      |      |      |      |      |

## Sehenswürdigkeiten

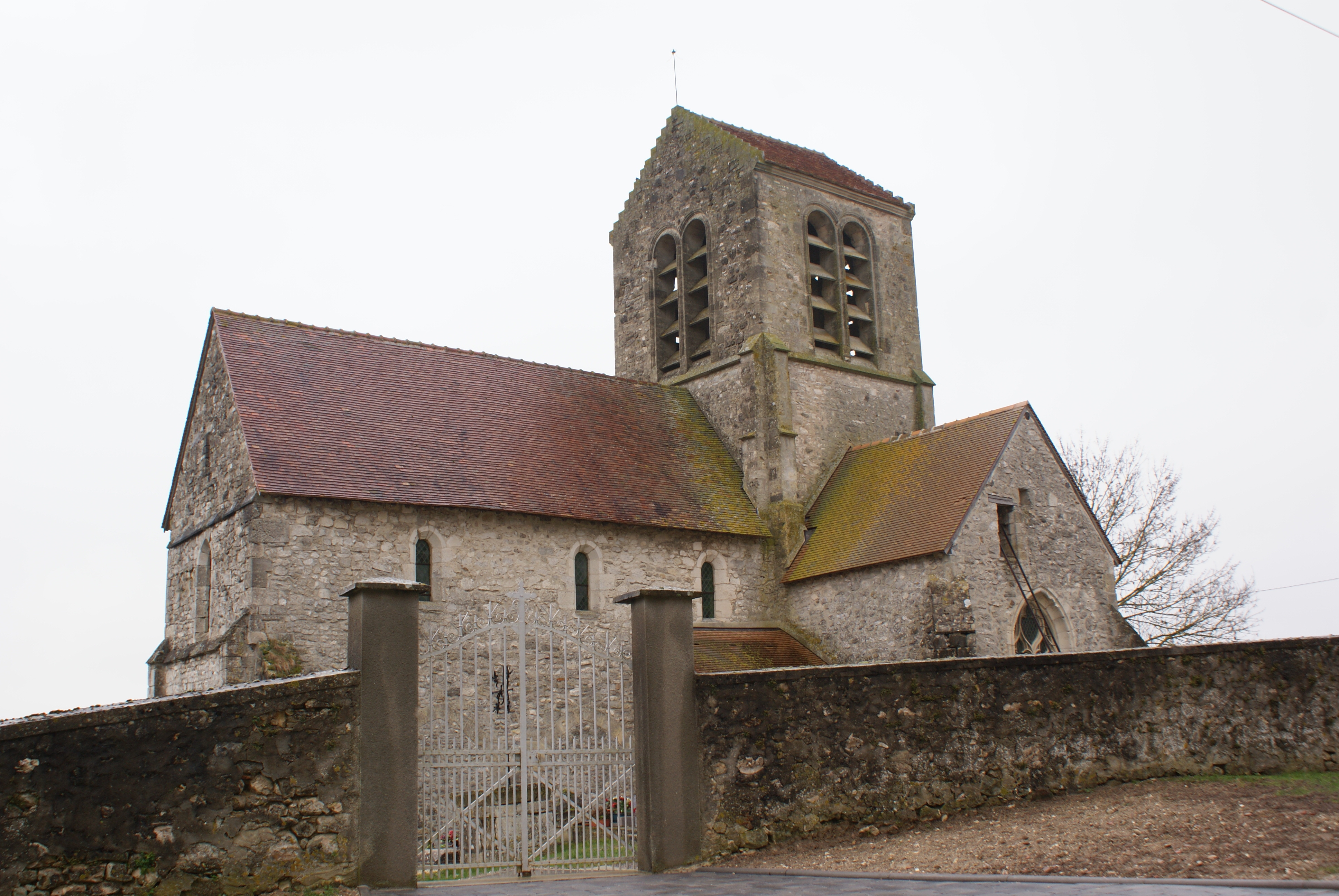
Kirche Saint-Symphorien

- Kirche Saint-Symphorien
- Turm